# Denkmal für die vom Faschismus ermordeten Feuerwehrmänner

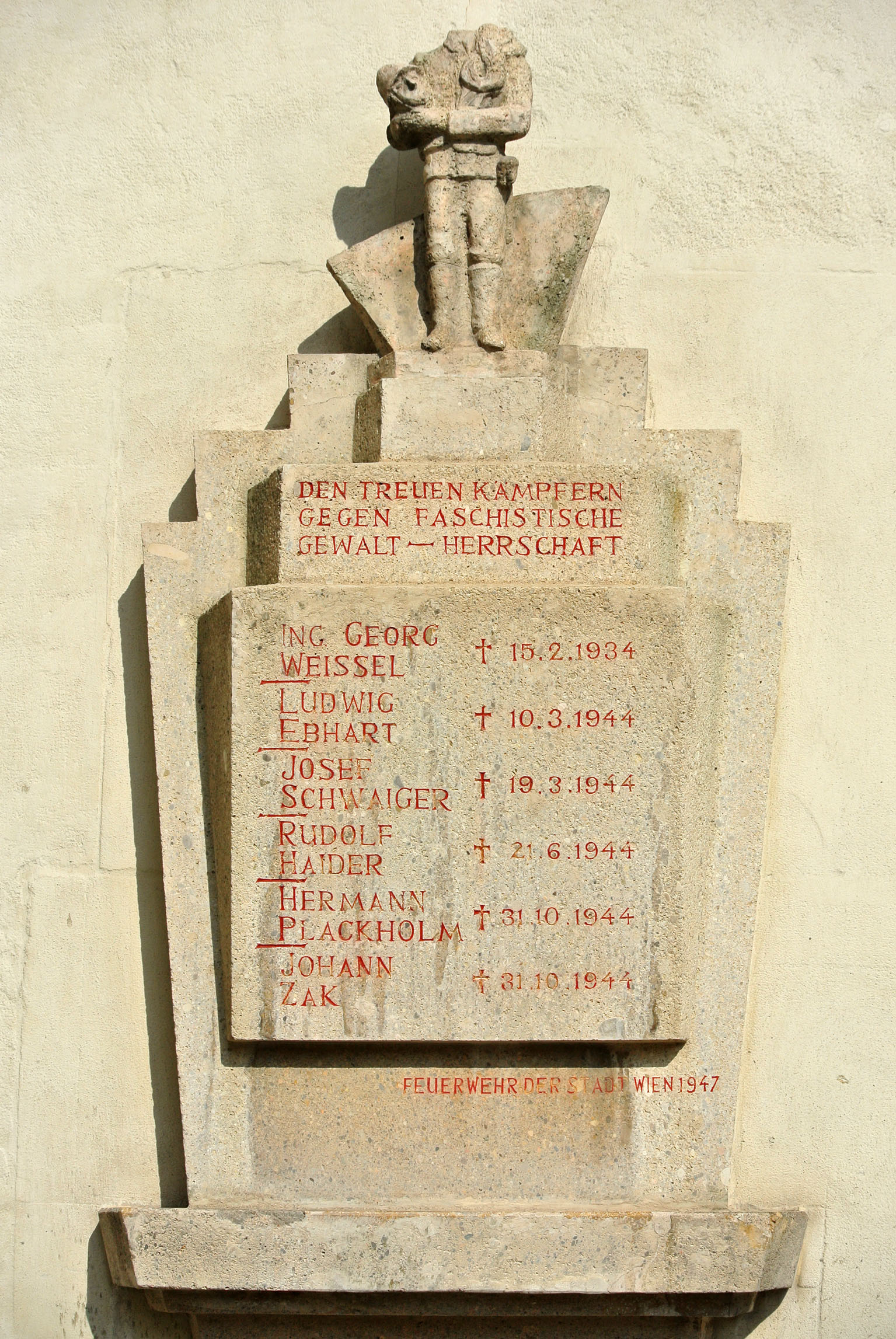
Gedenkstein der Zentralfeuerwache Am Hof, Wien Innere Stadt

Das Denkmal für die vom Faschismus ermordeten Feuerwehrmänner befindet sich an der Südwestfassade des Bürgerlichen Zeughauses in Wien-Innere Stadt und wurde vom Bildhauer Mario Petrucci gestaltet. Es zeigt einen enthaupteten Feuerwehrmann, der seinen Kopf im rechten Arm trägt, und ist den Widerstandskämpfern Georg Weissel, Ludwig Ebhart, Josef Schwaiger, Rudolf Haider, Hermann Plackholm und Johann Zak gewidmet.

## Inschrift
Die Inschrift auf dem Denkmal lautet:
Den treuen Kämpfern / gegen faschistische / Gewalt-Herrschaft
Ing. Georg / Weissel † 15. 2. 1934
Ludwig / Ebhart † 10. 3. 1944
Josef / Schwaiger † 19. 3. 1944
Rudolf / Haider † 21. 6. 1944
Hermann / Plackholm † 31. 10. 1944
Johann / Zak † 31. 10. 1944
Feuerwehr der Stadt Wien 1947

## Stifter und Enthüllung
Stifter des Denkmals war die Feuerwehr der Stadt Wien. Die Enthüllung des Gedenksteins durch Bürgermeister Theodor Körner fand in einer feierlichen Zeremonie am 27. Oktober 1947 statt.

## Über die Widerstandskämpfer
Georg Weissel (1899–1934) war Chemiker und Feuerwehroffizier. Er gehörte der Akademischen Legion des Republikanischen Schutzbundes an und war Wachkommandant der Hauptfeuerwache Floridsdorf in der Weisselgasse 3. Am Morgen des 13. Februar 1934 bewaffneten sich die Feuerwehrleute, die dem Schutzbund angehörten, unter Weissels Führung, um für eine demokratische Republik zu kämpfen. Branddirektor Wagner alarmierte die Sicherheitskräfte, als er von der „Dienstverweigerung und Auflehnung“ in Floridsdorf erfuhr. Die vierte Kompanie der Alarmabteilung der Bundessicherheitswache trat zum Sturm auf die Hauptfeuerwache an. 61 Feuerwehrmänner wurden gefangen genommen, die Feuerwache von der Polizei besetzt. Weissel wurde von einem Standgericht des Dollfuß-Regimes zum Tode verurteilt und am 15. Februar 1934 im  Landesgericht Wien durch den Scharfrichter Johann Lang am Würgegalgen hingerichtet.
Die weiteren auf dem Gedenkstein Geehrten gehörten der kommunistischen Zelle innerhalb der Wiener Feuerschutzpolizei an. 1943 wurden rund siebzig Mitglieder dieser Widerstandsgruppe festgenommen. Die Hauptverhandlung fand vom 13. bis 25. März 1944 vor dem Obersten SS- und Polizeigericht in Wien statt, bei der fünf Feuerwehrleute zum Tode und weitere 41 zu Zuchthausstrafen verurteilt wurden, teils zu lebenslanger Haft. Rudolf Haider wurde in einem getrennten Verfahren zum Tode verurteilt.
- Ludwig Ebhart (1897–1944) starb zwei Tage nach seiner Haftentlassung an den Folgen der Misshandlungen durch die Gestapo.
- Rudolf Haider (1896–1944) wurde im Landesgericht Wien enthauptet.
- Josef Schwaiger (1905–1944) verübte während des Prozesses in seiner Zelle Selbstmord durch Erhängen.

Zwei der zum Tode Verurteilten wurden auf der Schießstätte Kagran erschossen:
- Hermann Plackholm (1904–1944)
- Johann Zak (1903–1944)

„Aus Abschreckungsgründen fand die Hinrichtung in einem quasi-öffentlichen Rahmen statt: Per Sonderbefehl wurden alle Feuerwehrleute (ausgenommen waren nur die zur Aufrechterhaltung des Dienstbetriebes unbedingt Benötigten) gezwungen, sich als Zuschauer auf der Schießstätte einzufinden.“